# Inga-Lill Hultin
Inga-Lill Wiola Kristina Hultin, tidigare Eriksson, född 29 juli 1956 i Kalmar, är en tidigare landslagsspelare i handboll och sjudubbel svensk mästare i Stockholmspolisens IF.

## Klubblagskarriär
Inga Lill Hultin växte upp i Kalmar Hon spelade för Kalmar SK till 1976 då han gick till Stockholmspolisens IF. !984 var hon lagkapten i Stockholmspolisen och hade vunnit 7 SM titlar med klubben 1977 och åren 1979-1984. Under hösten 1984 var hon gravid och födde en dotter i februari 1985. Hon slutade med handbollen efter detta.

## Landslagskarriär
Inga-Lill Eriksson, som hon hette då debuterade i landslaget den 29 juni 1978 mot Danmark i Dronninglund då Sverige förlorade med 9-13. Eriksson blev mållös i debuten. Hon spelade sin sista landskamp den 14 december 1983 i B-VM mot Norge, och Sverige vann matchen med 28-26 efter två förlängningar. Inga-Lill Hultin noterades för ett mål. Gammal och ny statistik anger båda 64 landskamper och den nya statistiken ger att Inga-Lill gjort 74 mål i landslaget.